# Матам (область)
Мата́м (фр. Matam, волоф Maatam) — область на северо-востоке Сенегала. Административный центр — город Матам. Другие крупные города — Канель, Уро-Соги, Ваунде, Тилонь, Амади-Унаре, Синтиу-Бамамбе, Семме, Дамбанкане, Ранеру. Площадь — 25 083 км², население — 572 800 человек (2010 год).

## География
На юге граничит с областью Тамбакунда, на юго-западе с областью Кафрин, на западе с областью Луга, на северо-западе с областью Сен-Луи, на северо-востоке с Мавританией по реке Сенегал.
Территория области относится к природно-географическому региону Сахель и представляет собой засушливую равнину, поросшую баобабами.

## Население и религия
Население преимущественно представлено народностью тукулёр, религия подавляющего большинства местных жителей — ислам.

## Административное деление
Административно область подразделяется на 3 департамента:

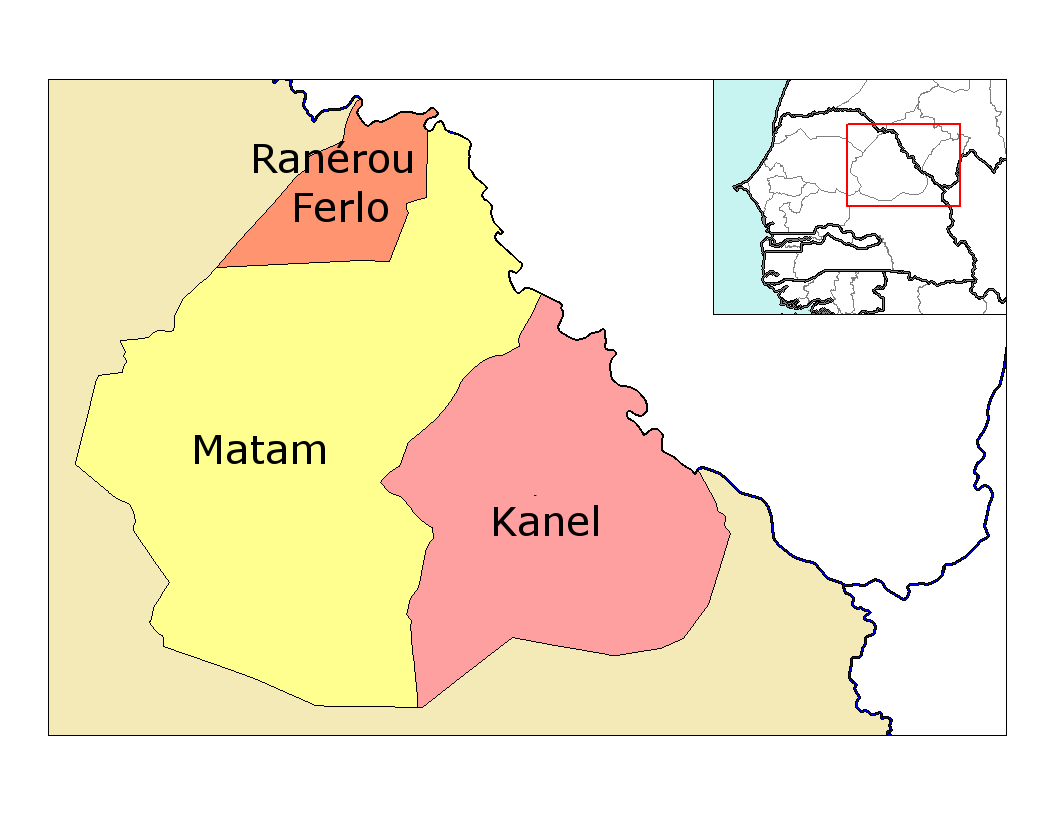
Департаменты области

- Ранеру-Ферло
- Канел
- Матам